# Цовинар (село)
Цовинар (арм. Ծովինար) — село в Гегаркуникской области Армении.

## География
Село расположено в южной части марза, на южном берегу озера Севан, при автодороге , на расстоянии 50 километров к юго-востоку от города Гавар, административного центра области. Абсолютная высота — 1950 метров над уровнем моря.

### Климат
Климат характеризуется как умеренно холодный, влажный (Dfb в классификации климатов Кёппена). Среднегодовая температура воздуха составляет +6 °C. Средняя температура самого холодного месяца (января) составляет −5,6 °С, самого жаркого месяца (августа) — +17,1 °С. Расчётная многолетняя норма атмосферных осадков — 981 мм. Наибольшее количество осадков выпадает в июне (121 мм).

## Население
Численность постоянного населения по состоянию на 1 января 2024 года составляла 4572 человека.
| Год переписи | Население          | Население          | Население          | Население            | Население            | Население            |
| Год переписи | Наличное население | Наличное население | Наличное население | Постоянное население | Постоянное население | Постоянное население |
| Год переписи | Всего              | Мужчины            | Женщины            | Всего                | Мужчины              | Женщины              |
| ------------ | ------------------ | ------------------ | ------------------ | -------------------- | -------------------- | -------------------- |
| 2001         | 3997               | 1866               | 2131               | 4489                 | 2209                 | 2280                 |
| 2011         | 4940               | 2528               | 2412               | 5115                 | 2660                 | 2455                 |

| Год  | Численность | Численность |
| ---- | ----------- | ----------- |
| 1873 | 763         | [ 8 ]       |
| 1897 | 1398        | [ 8 ]       |
| 1926 | 2097        | [ 8 ]       |
| 1939 | 2402        | [ 8 ]       |
| 1959 | 2650        | [ 8 ]       |
| 1970 | 3838        | [ 8 ]       |
| 1979 | 3804        | [ 8 ]       |
| 1989 | 4030        | [ 8 ]       |
| 2001 | 4489        | [ 8 ]       |
| 2011 | 5115        | [ 9 ]       |